# Diplocephalus subrostratus
Diplocephalus subrostratus är en spindelart som först beskrevs av O. Pickard-Cambridge 1873.  Diplocephalus subrostratus ingår i släktet Diplocephalus och familjen täckvävarspindlar. Inga underarter finns listade i Catalogue of Life.